# Мандаринка (рід птахів)
Мандаринка (Aix) — рід водних птахів родини качкових (Anatidae). Включає два види, один з який поширений в Північній Америці, інший — у Східній Азії.

## Систематика
Раніше рід відносили до «качок-сідачок» (Cairinini) — парафілетичної групи, проміжної між галагазами та справжніми качками. Тому не зовсім зрозуміло, чи слід їх відносити до підродини Anatinae (качки-сідачки) чи Tadorninae (галагази).

### Види
Виділяють два види:
- Каролінка (Aix sponsa)
- Мандаринка (Aix galericulata)